# Mitsuhiro Toda
Mitsuhiro Toda (戸田 光洋, Toda Mitsuhiro) est un footballeur japonais né le 10 septembre 1977.